# Den ödesdigra timmen
Den ödesdigra timmen är en amerikansk dramafilm från 1936 i regi av Sam Wood. Den är baserad på pjäsen The Unguarded Hour av den ungerske författaren Ladislas Fodor.

## Rollista
- Loretta Young - Lady Helen Dearden
- Franchot Tone - Sir Alan Dearden
- Lewis Stone - General Lawrence
- Roland Young - Bunny
- Jessie Ralph - Lady Hathaway
- Dudley Digges - Metford
- Henry Daniell - Hugh Lewis
- Robert Greig - Henderson
- E.E. Clive - Lord Hathaway
- Wallis Clark - Grainger
- Aileen Pringle - Diana Roggers